# Syncynorta
Syncynorta is een geslacht van hooiwagens uit de familie Cosmetidae.
De wetenschappelijke naam Syncynorta is voor het eerst geldig gepubliceerd door Roewer in 1947.

## Soorten
Syncynorta is monotypisch en omvat slechts de volgende soort:
- Syncynorta longipes